# Карсун
Карсун (на руски: Карсун) е селище от градски тип в Русия, административен център на Карсунски район, Уляновска област. Населението му към 1 януари 2018 година е 7539 души.